# جياني مينا
جياني مينا (بالفرنسية: Gianni Mina)‏ مواليد 9 فبراير 1992 في لزابيم، هو لاعب كرة مضرب فرنسي. فاز ببطولة أنطاليا مرتين متتاليتين. شارك في دورة فرنسا المفتوحة 2010 وخرج من أمام رافاييل نادال.

## الألقاب

### الفردي (3)
| الرقم | التاريخ        | الدورة         | الأرضية | الخصم في النهائي | النقاط في النهائي |
| 1.    | مارس 29, 2010  | أنطاليا، تركيا | ترابية  | جيرار جرانويرس   | 6–3, 6–1          |
| 2.    | نوفمبر 8, 2010 | أنطاليا، تركيا | ترابية  | ألكسندر فلوك     | 6–3, 6–3          |
| 3.    | يونيو 20, 2011 | تولون، فرنسا   | ترابية  | ميليان زاكيتش    | 7–6(7–4), 6–4     |

## روابط خارجية
- جياني مينا على موقع رابطة محترفي التنس (الإنجليزية)
- جياني مينا على موقع الاتحاد الدولي لكرة المضرب (الإنجليزية)
- جياني مينا على موقع خلاصة التنس.كوم (الإنجليزية)
- جياني مينا على موقع إي إس بي إن.كوم (الإنجليزية)